# رجبعلی لباف خانیکی
رجبعلی لباف خانیکی (زادهٔ ۱ فروردین ۱۳۲۷ در گناباد) باستانشناس و نویسنده اهل ایران است. 

او پیش از بازنشستگی مدیر ادارهٔ کل میراث فرهنگی خراسان بود.
در سال ۱۳۹۵، علی جنتی وزیر فرهنگ و ارشاد اسلامی و غلامعلی حداد عادل رئیس فرهنگستان زبان و ادبیات فارسی در مراسم ویژه ای به رجبعلی لباف خانیکی، نشان ملی فردوسی اهدا کردند.
محمدحسین پاپلی یزدی در مراسم بزرگداشت او می‌گوید: «لباف، عاشق و با اخلاق کار است و نه تنها بخشی از هویت این مملکت و استان بلکه خود رجبعلی لباف هویت‌ساز است».

## زندگی
لباف خانیکی در سال ۱۳۲۷ خورشیدی در شهرستان گناباد از استان خراسان رضوی متولد شد. وی دوران کودکی و نوجوانی خود را در فضایی روستایی و کشاورزی در شهرستان گناباد سپری کرد و همین آشنایی نزدیک او با فناوری‌ها و نظام‌های اجتماعی سنتی بعداً نقش مهمی در تحلیل‌های باستانشناسی وی ایفا کرد. او تحصیلات مقدماتی خود را در کاخک و گناباد سپری کرد و سپس سال‌های آخر دبیرستان را در مدرسهٔ علمیهٔ تهران گذراند. وی برای ادامهٔ تحصیل در رشتهٔ باستانشناسی وارد دانشگاه تهران شد. نامبرده زمینهٔ پژوهشی خود را بر روی باستانشناسی دوران اسلامی متمرکز نمود و در سراسر ایران به ویژه استان خراسان به کاوش و بررسی زیستگاه‌ها، ابنیه و محوطه‌های تاریخی پرداخت. در حال حاضر از رجبعلی لباف خانیکی به عنوان یکی از باستانشناسان دوران اسلامی در ایران نام برده می‌شود.
وی زندگی حرفه ای خود را با اشتغال در اداره کل حفاظت آثار باستانی در تهران آغاز کرد. سپس به عنوان کارشناس در دفتر آثار تاریخی، موزه ایران باستان و اداره کل میراث فرهنگی خراسان به تحقیقات خود ادامه داد. او در ادارهٔ کل میراث فرهنگی خراسان به سمت معاونت پژوهشی منصوب شد و در نهایت مدیریت کل این اداره را به مدت نزدیک به دو سال بر عهده گرفت. رجبعلی لباف خانیکی به صورت تدریجی، سطوح مدیریتی سازمان متبوع خود را طی کرد و در حال حاضر دوران بازنشستگی را سپری می‌کند؛ ولی همچنان در عرصهٔ تحقیق و پژوهش فعال می‌باشد.
او در سال ۱۳۵۳ با خانم اشرف بانو خانیکی خواهر هادی خانیکی ازدواج کرد که حاصل آن سه فرزند پسر می‌باشد.

## آثار
به قلم رجبعلی لباف خانیکی تا کنون ۱۹ عنوان کتاب و در حدود ۱۵۰ مقالهٔ علمی و پژوهشی منتشر شده‌است. بیشتر آثار نامبرده در زمینهٔ باستانشناسی خراسان در دورهٔ اسلامی و شناخت زوایای تاریخی آن سرزمین می‌باشد. عناوین برخی از کتابهای مذکور از قرار ذیل می‌باشند:
- باستان‌شناسی و کتیبه‌های کهن: سنگ نگاره لاخ مزار - بیرجند[۷]
- سیمای میراث فرهنگی خراسان[۸]
- گناباد، خاستگاه حماسه‌های پنهان[۹]
- مساجد خراسان از آغاز تا دوران معاصر[۱۰]
- اسناد تصویری کلات نادری و سرخس[۱۱]
- کاروانسراهای خراسان[۱۲][۱۳]
- جایگاه سفال‌های آستان قدس رضوی در سفالگری ایران[۱۴]
- شناخت تابران[۱۵] (کتاب برگزیده یازدهمین دوره انتخاب کتاب سال خراسان رضوی[۱۶])
- یادنامه معماران و معماری سنتی خراسان[۱۷]